# Фатік (область)
Фатік (фр. Fatick) — область в Сенегалі. Адміністративний центр — місто Фатік. Площа - 7 935 км², населення - 649 500 осіб (2010 рік).

## Географія
На північному заході межує з областю Тієс, на півночі з областю Діурбель, на північному сході з областю Кафрин, на сході з областю Каолак, на півдні з Гамбією. На заході омивається водами Атлантичного океану.
Історичною пам'яткою є невелике місто Соконе.

## Адміністративний поділ
Адміністративно область поділяється на 3 департаменти:

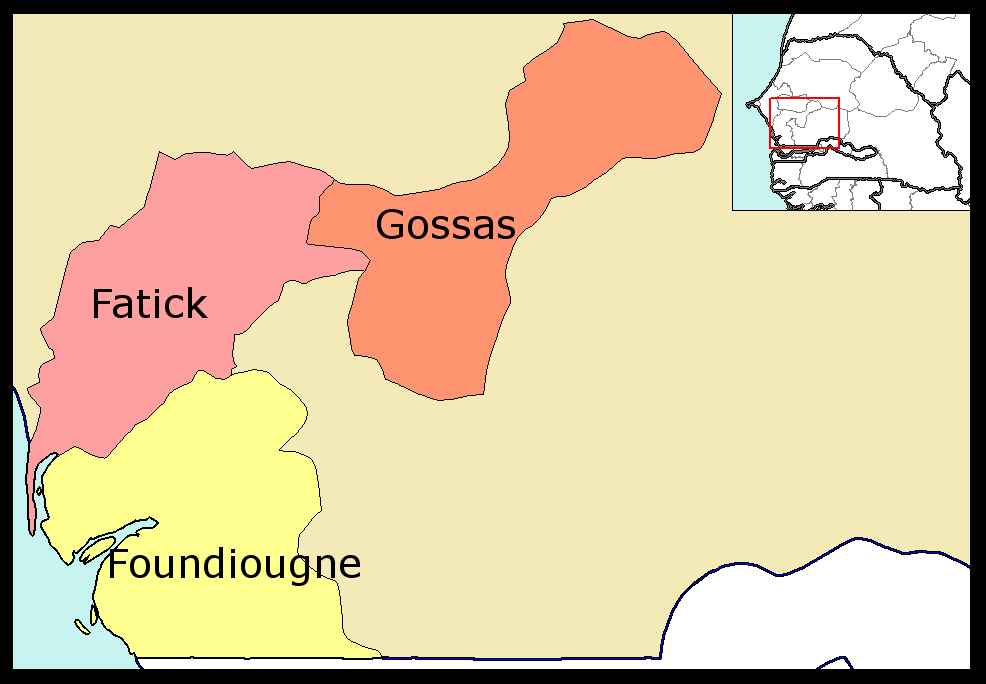
Департаменти області

- Фатік
- Фундіунь
- Госас